# YHLQMDLG
YHLQMDLG é o segundo álbum de estúdio do rapper porto-riquenho Bad Bunny. Foi lançado em 29 de fevereiro de 2020, pela Rimas Entertainment.

## Antecedentes
O nome do álbum começou a ser divulgado quando Bad Bunny o escreveu com frequência em suas redes sociais. O título do álbum foi mencionado pela primeira vez durante uma sequência do videoclipe do single "Vete". Durante o evento Calibash 2020 realizada no Staples Center, em Los Angeles, confirmou que o nome do álbum seria YHLQMDLG (sigla para "Yo Hago Lo Que Me Da Las Ganas"). Em 2 de fevereiro, ele anunciou que o álbum seria lançado em fevereiro, e que teria um total de vinte faixas. Bad Bunny finalmente anunciou o álbum junto com sua capa oficial em 27 de fevereiro de 2020, durante uma aparição no programa de televisão The Tonight Show Starring Jimmy Fallon.

## Singles
"Vete" foi lançado como primeiro single do álbum em 22 de novembro de 2019. O segundo single "Ignorantes", em colaboração com o cantor Sech, foi publicado em 14 de fevereiro de 2020. Em 29 de Em fevereiro, no mesmo dia do lançamento da nova produção, ele lançou seu terceiro single "La difícil" com seu videoclipe que segue a mesma estética do álbum, ou seja, um material visual.